# Phrurolithus claripes
Phrurolithus claripes is een spinnensoort uit de familie van de Phrurolithidae.
De wetenschappelijke naam van de soort werd in 1906 als Micaria claripes gepubliceerd door Wilhelm Dönitz & Embrik Strand.